# Hamburger Sport-Verein 1967-1968
Questa voce raccoglie le informazioni riguardanti l'Hamburger Sport-Verein nelle competizioni ufficiali della stagione 1967-1968.

## Stagione
Nella stagione 1967-1968 l'Amburgo, allenato da Kurt Koch, concluse il campionato di Bundesliga al 13º posto. In Coppa di Germania l'Amburgo fu eliminato al primo turno dal Hertha Berlino. In Coppa delle Coppe l'Amburgo perse la finale con il Milan.

## Rosa
| N. |                     | Ruolo | Calciatore            |
| -- | ------------------- | ----- | --------------------- |
|    | Turchia (bandiera)  | P     | Özcan Arkoç           |
|    | Germania (bandiera) | P     | Horst Schnoor         |
|    | Germania (bandiera) | P     | Erhard Schwerin       |
|    | Germania (bandiera) | D     | Holger Dieckmann      |
|    | Germania (bandiera) | D     | Jürgen Kurbjuhn       |
|    | Germania (bandiera) | D     | Helmut Sandmann       |
|    | Germania (bandiera) | D     | Willi Schulz          |
|    | Germania (bandiera) | D     | Dieter Strauß         |
|    | Germania (bandiera) | C     | Willi Giesemann       |
|    | Germania (bandiera) | C     | Hans-Jürgen Hellfritz |

| N. |                     | Ruolo | Calciatore          |
| -- | ------------------- | ----- | ------------------- |
|    | Germania (bandiera) | C     | Franz-Josef Hönig   |
|    | Germania (bandiera) | C     | Egon Horst          |
|    | Germania (bandiera) | C     | Werner Krämer       |
|    | Germania (bandiera) | C     | Heinz Libuda        |
|    | Germania (bandiera) | C     | Peter Rohrschneider |
|    | Germania (bandiera) | C     | Hans Schulz         |
|    | Germania (bandiera) | A     | Bernd Dörfel        |
|    | Germania (bandiera) | A     | Charly Dörfel       |
|    | Germania (bandiera) | A     | Reinhard Löffler    |
|    | Germania (bandiera) | A     | Uwe Seeler          |

## Organigramma societario
Area tecnica
- Allenatore: Kurt Koch
- Allenatore in seconda:
- Preparatore dei portieri:
- Preparatori atletici:

## Calciomercato

### Sessione estiva
| Acquisti | Acquisti          | Acquisti       | Acquisti |
| R.       | Nome              | da             | Modalità |
| -------- | ----------------- | -------------- | -------- |
| P        | Özcan Arkoç       | Austria Vienna |          |
| C        | Franz-Josef Hönig | Holstein Kiel  |          |
| C        | Werner Krämer     | Duisburg       |          |
| C        | Heinz Libuda      | Groningen      |          |

| Cessioni | Cessioni            | Cessioni           | Cessioni |
| R.       | Nome                | a                  | Modalità |
| -------- | ------------------- | ------------------ | -------- |
| C        | Harry Bähre         | Barmbek-Uhlenhorst |          |
| A        | Manfred Pohlschmidt | Schalke 04         |          |
| C        | Peter Wulf          | SC Sperber         |          |

## Risultati

### Bundesliga

#### Girone di andata
| Arbitro: | Siebert |

|          |           |                                               |
| Rupp 10’ | Marcatori | 43’ Schulz 65’ Dörfel 80’ Kurbjuhn 88’ Dörfel |

| Arbitro: | Radermacher |

|            |           |               |
| Seeler 13’ | Marcatori | 90’ Kentschke |

| Arbitro: | Siepe |

|                                       |           |  |
| Brungs 8’, 74’ Starek 35’ Čebinac 81’ | Marcatori |  |

| Arbitro: | Linn |

|            |           |                                    |
| Krämer 32’ | Marcatori | 12’ Budde 24’ van Haaren 66’ Gecks |

| Arbitro: | Tschenscher |

|                              |           |  |
| Ferdinand 40’ Martinelli 70’ | Marcatori |  |

| Arbitro: | Kreitlein |

|                               |           |                                                           |
| Löffler 43’ Seeler 70’ (rig.) | Marcatori | 45’ (aut.) Löffler 52’ (rig.) Straschitz 66’ Siemensmeyer |

| Arbitro: | Weyland |

|                |           |  |
| Brenninger 86’ | Marcatori |  |

| Arbitro: | Handwerker |

|                                     |           |                         |
| Giesemann 24’ Schulz 65’ Seeler 74’ | Marcatori | 4’ Assauer 16’ Emmerich |

| Arbitro: | Malka |

|                            |           |               |
| Cieslarczyk 26’ Ehmann 80’ | Marcatori | 31’ Giesemann |

| Amburgo 21 ottobre 1967, ore 16:00 CET 10ª giornata | Amburgo   | 0 – 0 referto | Borussia Neunkirchen | Volksparkstadion (12 000 spett.)\| Arbitro: \| Schreiner \| |
| Arbitro:                                            | Schreiner |               |                      |                                                             |

| Arbitro: | Handwerker |

|                            |           |          |
| Krämer 38’ Seeler 47’, 56’ | Marcatori | 44’ Rühl |

| Arbitro: | Radermacher |

|               |           |            |
| Grabowski 61’ | Marcatori | 42’ Dörfel |

| Arbitro: | Betz |

|                       |           |                                                  |
| Schulz 12’ Schulz 81’ | Marcatori | 22’ (aut.) Horst 37’ (rig.) Netzer 40’ Ackermann |

| Arbitro: | Heumann |

|  |           |              |
|  | Marcatori | 26’ Kurbjuhn |

| Arbitro: | Thier |

|                         |           |                         |
| Seeler 63’ Kurbjuhn 67’ | Marcatori | 56’ Küppers 68’ Kohlars |

| Arbitro: | Siebert |

|                             |           |  |
| Kraus 19’, 43’ Wittkamp 20’ | Marcatori |  |

| Arbitro: | Siepe |

|            |           |            |
| Krämer 73’ | Marcatori | 49’ Köppel |

#### Girone di ritorno
| Arbitro: | Riegg |

|                |           |          |
| Hönig 35’, 52’ | Marcatori | 67’ Rupp |

| Arbitro: | Weyland |

|                        |           |                                 |
| Hasebrink 2’, 26’, 90’ | Marcatori | 37’ Hönig 81’ Seeler 84’ Krämer |

| Arbitro: | Schmidt |

|                                |           |             |
| Schulz 7’ Hönig 17’ Krämer 69’ | Marcatori | 51’ Volkert |

| Arbitro: | Wengenmayer |

|                |           |                       |
| van Haaren 53’ | Marcatori | 47’ Dörfel 66’ Seeler |

| Arbitro: | Binder |

|                                                     |           |              |
| Dörfel 31’ Schulz 63’ Hellfritz 74’ Seeler 82’, 90’ | Marcatori | 55’ Bechmann |

| Arbitro: | Malka |

|                              |           |                      |
| Siemensmeyer 56’ Skoblar 58’ | Marcatori | 15’ Hönig 38’ Dörfel |

| Arbitro: | Niemeyer |

|                       |           |          |
| Dörfel 20’ Seeler 61’ | Marcatori | 75’ Roth |

| Arbitro: | Seiler |

|                         |           |                      |
| Libuda 6’ Neuberger 53’ | Marcatori | 59’ Krämer 61’ Hönig |

| Amburgo 16 marzo 1968, ore 15:30 CET 26ª giornata | Amburgo  | 0 – 0 referto | Karlsruhe | Volksparkstadion (12 000 spett.)\| Arbitro: \| Spinnler \| |
| Arbitro:                                          | Spinnler |               |           |                                                            |

| Arbitro: | Betz |

|  |           |                           |
|  | Marcatori | 14’, 33’ Hönig 87’ Libuda |

| Arbitro: | Fritz |

|               |           |            |
| Rühl 63’, 68’ | Marcatori | 87’ Seeler |

| Arbitro: | Schumann |

|  |           |               |
|  | Marcatori | 68’ Friedrich |

| Arbitro: | Wengenmayer |

|                                        |           |            |
| Laumen 45’, 64’ Pöggeler 71’ Vogts 75’ | Marcatori | 89’ Krämer |

| Amburgo 27 aprile 1968, ore 15:30 CET 31ª giornata | Amburgo | 0 – 0 referto | Eintracht Braunschweig | Volksparkstadion (9 000 spett.)\| Arbitro: \| Heumann \| |
| Arbitro:                                           | Heumann |               |                        |                                                          |

| Arbitro: | Schmidt |

|  |           |            |
|  | Marcatori | 48’ Dörfel |

| Arbitro: | Regely |

|            |           |                 |
| Dörfel 49’ | Marcatori | 60’ Pohlschmidt |

| Arbitro: | Binder |

|                                                       |           |            |
| Gress 8’ Larsson 17’ Sieloff 30’ (rig.) Handschuh 52’ | Marcatori | 73’ Dörfel |

### Coppa di Germania
| Arbitro: | Hilker |

|              |           |  |
| Šangulin 93’ | Marcatori |  |

### Coppa delle Coppe
| Arbitro: | Coates |

|                                          |           |                                         |
| Seeler 3’, 28’, 83’ Krämer 55’ Hönig 64’ | Marcatori | 18’ Andreasen 68’ Sørensen 90’ Gaardsøe |

| Arbitro: | Nilsen |

|  |           |                           |
|  | Marcatori | 2’ Kurbjuhn 21’ Dieckmann |

| Arbitro: | Rusev |

|  |           |            |
|  | Marcatori | 82’ Seeler |

| Arbitro: | Graham |

|                                         |           |  |
| Schulz 24’, 43’ Kurbjuhn 41’ Seeler 57’ | Marcatori |  |

| Arbitro: | Zverev |

|                          |           |  |
| Dieckmann 81’ Dörfel 82’ | Marcatori |  |

| Arbitro: | Wharton |

|                   |           |  |
| Di Nallo 19’, 82’ | Marcatori |  |

| Arbitro: | Aalbrecht |

|                        |           |  |
| Seeler 47’, 59’ (rig.) | Marcatori |  |

| Arbitro: | De Mendibíl |

|              |           |         |
| Sandmann 69’ | Marcatori | 5’ Dean |

| Arbitro: | van Ravens |

|                     |           |                           |
| Dean 11’ Harris 78’ | Marcatori | 15’, 90’ Hönig 57’ Seeler |

| Arbitro: | De Mendibíl |

|                |           |  |
| Hamrin 3’, 19’ | Marcatori |  |

## Statistiche

### Statistiche di squadra
| Competizione      | Punti | In casa | In casa | In casa | In casa | In casa | In casa | In trasferta | In trasferta | In trasferta | In trasferta | In trasferta | In trasferta | Totale | Totale | Totale | Totale | Totale | Totale | DR  |
| Competizione      | Punti | G       | V       | N       | P       | Gf      | Gs      | G            | V            | N            | P            | Gf           | Gs           | G      | V      | N      | P      | Gf     | Gs     | DR  |
| ----------------- | ----- | ------- | ------- | ------- | ------- | ------- | ------- | ------------ | ------------ | ------------ | ------------ | ------------ | ------------ | ------ | ------ | ------ | ------ | ------ | ------ | --- |
| Bundesliga        | 33    | 17      | 6       | 7       | 4       | 28      | 22      | 17           | 5            | 4            | 8            | 23           | 32           | 34     | 11     | 11     | 12     | 51     | 54     | -3  |
| Coppa di Germania | -     | 0       | 0       | 0       | 0       | 0       | 0       | 1            | 0            | 0            | 1            | 0            | 1            | 1      | 0      | 0      | 1      | 0      | 1      | -1  |
| Coppa delle Coppe | -     | 5       | 4       | 1       | 0       | 14      | 4       | 5            | 3            | 0            | 2            | 6            | 6            | 10     | 7      | 1      | 2      | 20     | 10     | +10 |
| Totale            | 33    | 22      | 10      | 8       | 4       | 42      | 26      | 23           | 8            | 4            | 11           | 29           | 39           | 45     | 18     | 12     | 15     | 71     | 65     | +6  |

### Andamento in campionato
| Giornata  | 1 | 2 | 3  | 4  | 5  | 6  | 7  | 8  | 9  | 10 | 11 | 12 | 13 | 14 | 15 | 16 | 17 | 18 | 19 | 20 | 21 | 22 | 23 | 24 | 25 | 26 | 27 | 28 | 29 | 30 | 31 | 32 | 33 | 34 |
| --------- | - | - | -- | -- | -- | -- | -- | -- | -- | -- | -- | -- | -- | -- | -- | -- | -- | -- | -- | -- | -- | -- | -- | -- | -- | -- | -- | -- | -- | -- | -- | -- | -- | -- |
| Luogo     | T | C | T  | C  | T  | C  | T  | C  | T  | C  | C  | T  | C  | T  | C  | T  | C  | C  | T  | C  | T  | C  | T  | C  | T  | C  | T  | T  | C  | T  | C  | T  | C  | T  |
| Risultato | V | N | P  | P  | P  | P  | P  | V  | P  | N  | V  | N  | P  | V  | N  | P  | N  | V  | N  | V  | V  | V  | N  | V  | N  | N  | V  | P  | P  | P  | N  | V  | N  | P  |
| Posizione | 3 | 3 | 12 | 13 | 14 | 16 | 16 | 15 | 17 | 16 | 15 | 15 | 15 | 15 | 15 | 15 | 15 | 15 | 15 | 14 | 14 | 12 | 13 | 7  | 8  | 7  | 6  | 9  | 12 | 13 | 12 | 11 | 10 | 13 |

Legenda:

Luogo: C = Casa; T = Trasferta. Risultato: V = Vittoria; N = Pareggio; P = Sconfitta.

### Statistiche dei giocatori
| Giocatore        | Bundesliga | Bundesliga | Bundesliga  | Bundesliga | Coppa di Germania | Coppa di Germania | Coppa di Germania | Coppa di Germania | Coppa delle Coppe | Coppa delle Coppe | Coppa delle Coppe | Coppa delle Coppe | Totale   | Totale | Totale      | Totale     |
| Giocatore        | Presenze   | Reti       | Ammonizioni | Espulsioni | Presenze          | Reti              | Ammonizioni       | Espulsioni        | Presenze          | Reti              | Ammonizioni       | Espulsioni        | Presenze | Reti   | Ammonizioni | Espulsioni |
| ---------------- | ---------- | ---------- | ----------- | ---------- | ----------------- | ----------------- | ----------------- | ----------------- | ----------------- | ----------------- | ----------------- | ----------------- | -------- | ------ | ----------- | ---------- |
| Ö. Arkoç         | 32         | 0          | 0           | 0          | 1                 | 0                 | 0                 | 0                 | 9                 | 0                 | 0                 | 0                 | 42       | 0      | 0           | 0          |
| H. Dieckmann     | 27         | 0          | 0           | 0          | 1                 | 0                 | 0                 | 0                 | 9                 | 2                 | 0                 | 0                 | 37       | 2      | 0           | 0          |
| B. Dörfel        | 12         | 1          | 0           | 0          | 0                 | 0                 | 0                 | 0                 | 2                 | 0                 | 0                 | 0                 | 14       | 1      | 0           | 0          |
| C. Dörfel        | 27         | 9          | 0           | 0          | 1                 | 0                 | 0                 | 0                 | 7                 | 1                 | 0                 | 0                 | 35       | 10     | 0           | 0          |
| W. Giesemann     | 6          | 2          | 0           | 0          | 0                 | 0                 | 0                 | 0                 | 1                 | 0                 | 0                 | 0                 | 7        | 2      | 0           | 0          |
| H. Hellfritz     | 13         | 1          | 0           | 0          | 1                 | 0                 | 0                 | 0                 | 4                 | 0                 | 0                 | 0                 | 18       | 1      | 0           | 0          |
| E. Horst         | 31         | 0          | 0           | 0          | 1                 | 0                 | 0                 | 0                 | 9                 | 0                 | 0                 | 0                 | 41       | 0      | 0           | 0          |
| F. Hönig         | 20         | 8          | 0           | 0          | 1                 | 0                 | 0                 | 0                 | 8                 | 3                 | 0                 | 0                 | 29       | 11     | 0           | 0          |
| W. Krämer        | 30         | 7          | 0           | 0          | 0                 | 0                 | 0                 | 0                 | 9                 | 1                 | 0                 | 0                 | 39       | 8      | 0           | 0          |
| J. Kurbjuhn      | 34         | 3          | 0           | 0          | 1                 | 0                 | 0                 | 0                 | 10                | 2                 | 0                 | 0                 | 45       | 5      | 0           | 0          |
| H. Libuda        | 10         | 1          | 0           | 0          | 1                 | 0                 | 0                 | 0                 | 1                 | 0                 | 0                 | 0                 | 12       | 1      | 0           | 0          |
| R. Löffler       | 16         | 1          | 0           | 0          | 0                 | 0                 | 0                 | 0                 | 2                 | 0                 | 0                 | 0                 | 18       | 1      | 0           | 0          |
| P. Rohrschneider | 7          | 0          | 0           | 0          | 0                 | 0                 | 0                 | 0                 | 2                 | 0                 | 0                 | 0                 | 9        | 0      | 0           | 0          |
| H. Sandmann      | 29         | 0          | 0           | 1          | 1                 | 0                 | 0                 | 0                 | 9                 | 1                 | 0                 | 0                 | 39       | 1      | 0           | 1          |
| H. Schnoor       | 0          | 0          | 0           | 0          | 0                 | 0                 | 0                 | 0                 | 0                 | 0                 | 0                 | 0                 | 0        | 0      | 0           | 0          |
| H. Schulz        | 30         | 5          | 0           | 0          | 1                 | 0                 | 0                 | 0                 | 9                 | 2                 | 0                 | 0                 | 40       | 7      | 0           | 0          |
| W. Schulz        | 28         | 1          | 0           | 0          | 0                 | 0                 | 0                 | 0                 | 8                 | 0                 | 0                 | 0                 | 36       | 1      | 0           | 0          |
| E. Schwerin      | 3          | 0          | 0           | 0          | 0                 | 0                 | 0                 | 0                 | 1                 | 0                 | 0                 | 0                 | 4        | 0      | 0           | 0          |
| U. Seeler        | 30         | 12         | 0           | 0          | 1                 | 0                 | 0                 | 0                 | 9                 | 8                 | 0                 | 0                 | 40       | 20     | 0           | 0          |
| D. Strauß        | 5          | 0          | 0           | 0          | 0                 | 0                 | 0                 | 0                 | 1                 | 0                 | 0                 | 0                 | 6        | 0      | 0           | 0          |